# Klanglicht

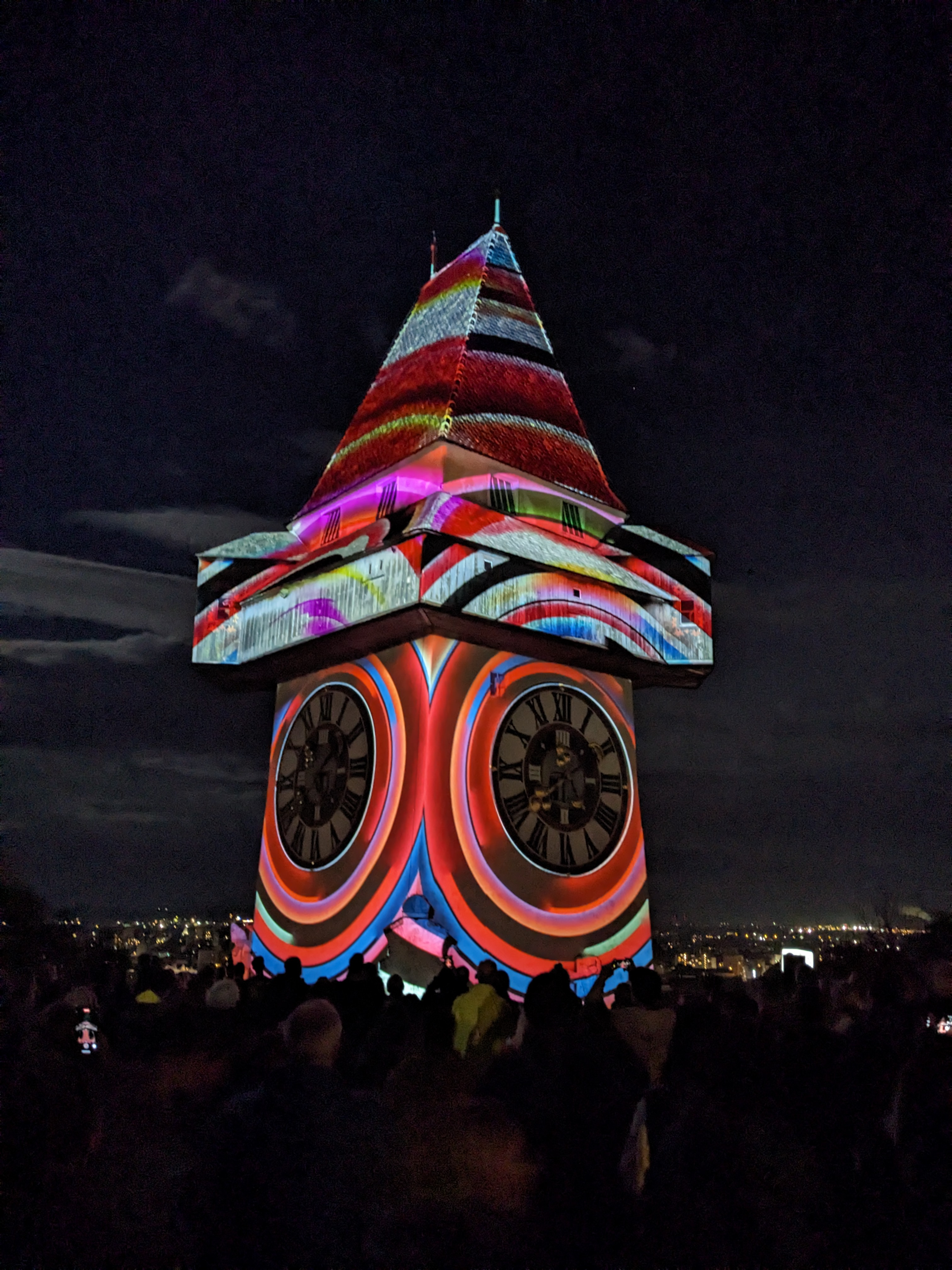
Uhrturm am Grazer Schloßberg mit der Projektion „Patterns of time“ des Künstlerkollektivs Onionlab aus Barcelona beim Klanglicht 2023.

Klanglicht (Eigenschreibweise: KLANGLICHT) ist ein Festival von Licht- und Toninstallationen, das seit 2015 jährlich in Graz von den Bühnen Graz veranstaltet wird.

## Geschichte
Seit 2015 findet Klanglicht jährlich statt, nur im Jahr 2020 musste das Festival auf Grund von COVID-19 abgesagt werden. Ursprünglich war es als einmaliges Projekt im Rahmen des Grazer Designmonats konzeptioniert, entwickelte sich aber im Laufe der Jahre zu Österreichs größtem Festival dieser Art. Klanglicht wird von den Bühnen Graz organisiert, der Konzernleitung der Oper, des Schauspielhauses und weiteren Spielstätten in Graz. Mit den Mitteln von Licht und Klang bespielen Kunstschaffende aus aller Welt öffentliche Räume, Plätze und Gebäude.

## Auszeichnungen
- 2023 Austrian Event Award Sonderpreis „Green Event“[4]
- 2023 Bronzemedaille bei den Phnx-Awards[5]
- 2023 Gold für den Videorückblick Klanglicht 2022 bei den WorldMediaFestivals | 24th Television & Corporate Media Awards[6]
- 2022 Silberne Auszeichnung bei den New York Photography Awards in der Kategorie „Architecture Photography – Abstract“ mit dem Foto „Chronos by MO:YA“ von Mathias Kniepeis[7]
- 2021 Silberne Auszeichnung beim Austrian Event Award in der Kategorie: Public Events Charity / Social / Cultural[8]